# Serras de Sudeste

Serras de Sudeste (frequentemente chamada de Serras do Sudeste ou Serra do Sudeste), na verdade, é um nome que designa um planalto, o Planalto Dissecado de Sudeste ou Escudo Sul-Rio-Grandense, localizado na região sudeste do estado brasileiro do Rio Grande do Sul, próximo ao Uruguai.

## Geografia

### Relevo
Este planalto compreende um conjunto de ondulações suaves a moderadas e cobertas por vegetação rasteira e herbácea, conhecidas como coxilhas, cujos níveis mais altos não ultrapassam muito além dos 500 m de altitude. É um planalto antigo, cuja superfície tabular só foi preservada entre alguns rios. Esses terrenos de granito e gnaisse do período Pré-Cambriano formam o chamado Escudo Sul-Rio-Grandense e ocupam toda a porção sudeste do estado, formando uma área triangular cujos vértices correspondem aproximadamente às cidades de Porto Alegre, Dom Pedrito e Jaguarão. O conjunto está dividido, pelo vale do rio Camaquã, em duas grandes unidades, uma ao norte e outra a sul, denominadas Serra de Herval e Serra dos Tapes, respectivamente.
Há três municípios, nesta região, cujas áreas urbanas estão situadas acima dos 400 metros de altitude: Caçapava do Sul, com 444 metros, Pinheiro Machado, com 436 metros, e Encruzilhada do Sul, com 432 metros. Com a área urbana acima dos 300 metros, estão as cidades de Canguçu, com 386 metros, Piratini, com 349 metros, e Santana da Boa Vista, com 306 metros.

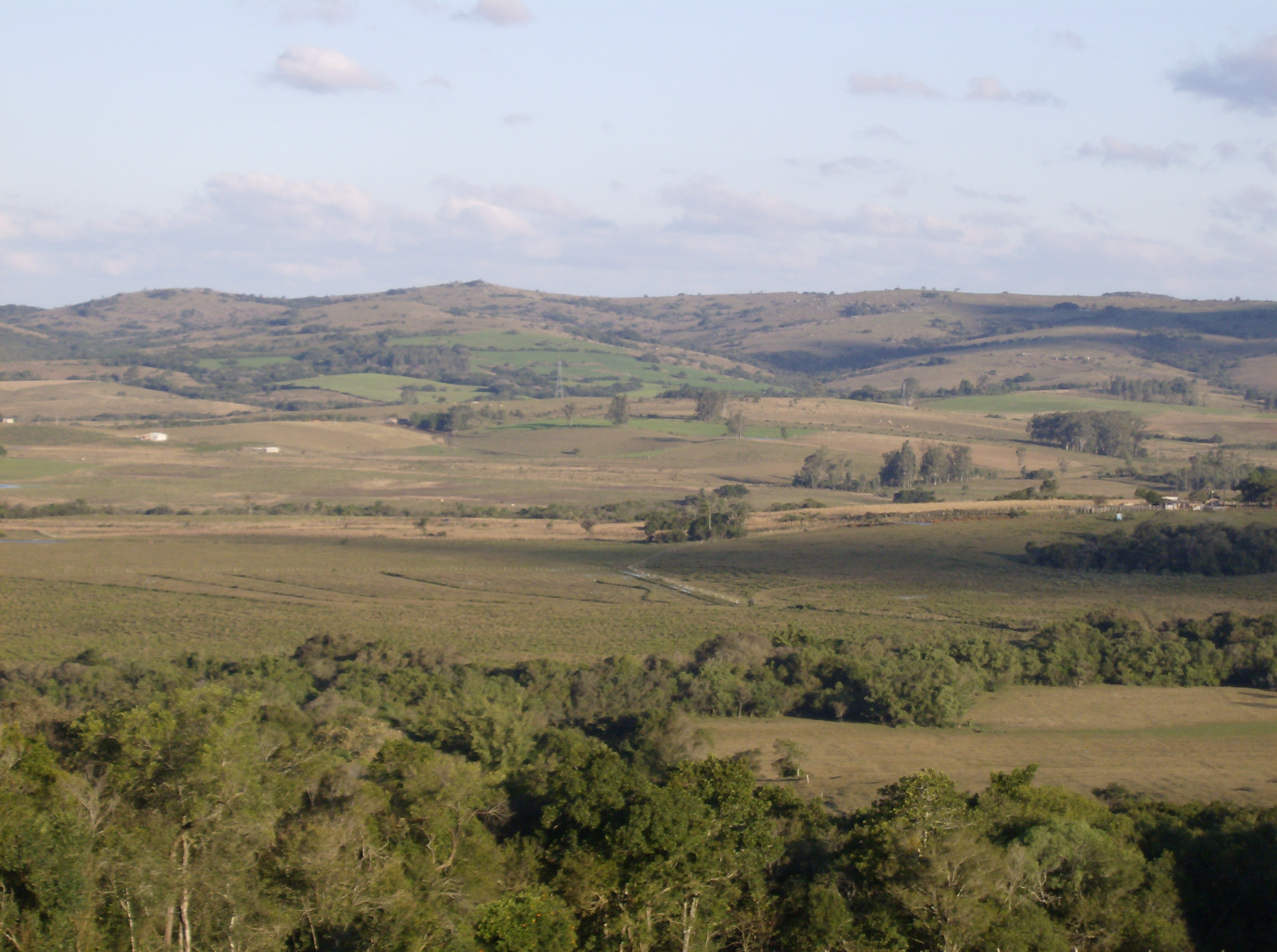
Coxilhas das Serras de Sudeste, no município de Morro Redondo

Um dos pontos mais altos deste planalto é o Cerro do Sandi, com 510 metros de altitude, situado no município de Piratini.

### Clima
O clima dos municípios localizados neste planalto é subtropical ou temperado (Cfa e Cfb). Os verões são amenos (dias com temperatura superior a 30°C não são muitos durante o ano), nas localidades acima dos 300 m de altitude. Os verões possuem temperaturas um pouco mais elevadas nas localidades de altitudes menores. Os invernos são relativamente frios, com geadas freqüentes. Ocorrências de neve são incomuns, ocorrendo, no máximo, entre uma e duas vezes por década, e de forma muito fraca e rápida. As últimas precipitações de neve registradas ocorreram em 23 de julho de 2013 em Caçapava do Sul (algo que não ocorria desde 1983) com uma precipitação que durou cerca de três horas no início da manhã,  4 de setembro de 2006 em Canguçu, e em 5 de setembro de 2008, em Piratini e Pinheiro Machado (município onde a precipitação de neve foi mais forte, durante o período da tarde).
As chuvas são regularmente distribuídas durante o ano, com média entre 1.300 mm e 1.500 mm anuais para a região, mas períodos incertos de estiagem podem ocorrer. A temperatura média anual, nas cidades localizadas nesta região, está entre os 16°C e os 18°C. Janeiro costuma ter temperaturas médias em torno dos 21°C, e julho costuma ter médias de 11°C, nas localidades acima de 300 m de altitude. Nas localidades de altitudes menores, a média do mês mais quente situa-se entre os 22°C e os 24°C, e a média do mês mais frio está entre 11°C e 12°C.
| Dados climatológicos para Canguçu (406 m) | Dados climatológicos para Canguçu (406 m) | Dados climatológicos para Canguçu (406 m) | Dados climatológicos para Canguçu (406 m) | Dados climatológicos para Canguçu (406 m) | Dados climatológicos para Canguçu (406 m) | Dados climatológicos para Canguçu (406 m) | Dados climatológicos para Canguçu (406 m) | Dados climatológicos para Canguçu (406 m) | Dados climatológicos para Canguçu (406 m) | Dados climatológicos para Canguçu (406 m) | Dados climatológicos para Canguçu (406 m) | Dados climatológicos para Canguçu (406 m) | Dados climatológicos para Canguçu (406 m) |
| Mês                                       | Jan                                       | Fev                                       | Mar                                       | Abr                                       | Mai                                       | Jun                                       | Jul                                       | Ago                                       | Set                                       | Out                                       | Nov                                       | Dez                                       | Ano                                       |
| ----------------------------------------- | ----------------------------------------- | ----------------------------------------- | ----------------------------------------- | ----------------------------------------- | ----------------------------------------- | ----------------------------------------- | ----------------------------------------- | ----------------------------------------- | ----------------------------------------- | ----------------------------------------- | ----------------------------------------- | ----------------------------------------- | ----------------------------------------- |
| Temperatura máxima média (°C)             | 27,8                                      | 27,1                                      | 25,4                                      | 21,9                                      | 18,9                                      | 16,7                                      | 16,7                                      | 17,6                                      | 19,2                                      | 21,7                                      | 24,2                                      | 25,8                                      | 21,9                                      |
| Temperatura média (°C)                    | 22,3                                      | 21,7                                      | 20,3                                      | 16,9                                      | 14,3                                      | 12,2                                      | 12,0                                      | 12,9                                      | 14,5                                      | 16,7                                      | 18,7                                      | 20,1                                      | 16,8                                      |
| Temperatura mínima média (°C)             | 16,8                                      | 16,4                                      | 15,3                                      | 12,0                                      | 9,8                                       | 7,8                                       | 7,4                                       | 8,2                                       | 9,9                                       | 11,7                                      | 13,3                                      | 14,5                                      | 11,9                                      |
| Precipitação (mm)                         | 120                                       | 136                                       | 119                                       | 104                                       | 114                                       | 142                                       | 140                                       | 146                                       | 143                                       | 127                                       | 97                                        | 88                                        | 1 476                                     |
| Fonte: Climate Data 26 de janeiro de 2017 |                                           |                                           |                                           |                                           |                                           |                                           |                                           |                                           |                                           |                                           |                                           |                                           |                                           |

### Vegetação

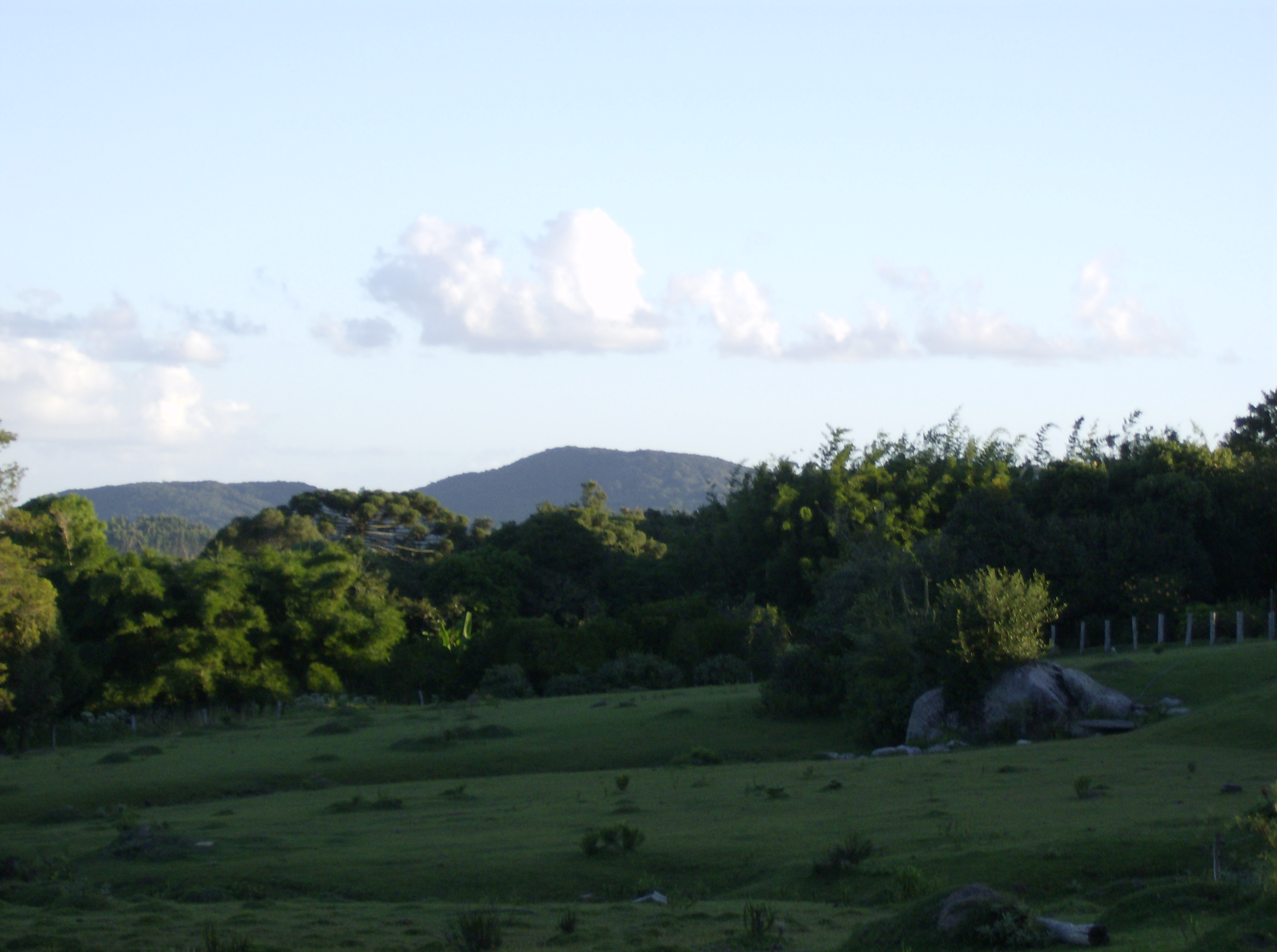
Paisagem serrana do município de Arroio do Padre

A maior parte das Serras de Sudeste é composta por campos, com vegetação rasteira e herbácea (pampas). Outra formação importante, ocorrente principalmente na porção leste, porém atualmente bastante reduzida pela ocupação humana, é a floresta estacional semidecidual. A vegetação nativa, tanto no domínio dos campos quanto no das matas, apresenta ocorrência de corticeiras, pitangueiras, coronilhas, canelas brancas, butiás, branquilhos, canelas pretas, araucárias, aroeiras pretas, aroeiras cinzentas e aroeiras periquitas. Merece registro o crescimento da silvicultura, que tem promovido o aumento da presença de florestas de árvores exóticas (eucaliptos, pinhos, acácias), ao lado de espécies de tradicional uso paisagístico (salsos-chorões, ciprestes, cedros, álamos e plátanos).

### Fauna
As espécies mais características da região, quanto à fauna, são: mamíferos como veado-virá, veado-campeiro, lebre, tatu, raposa, gambá, capivara, zorrilho, graxaim (sorro), aves como chimango, perdiz, caturrita, quero-quero, jacu, ema, seriema, pomba do mato (pombão), cardeal-de-topete-vermelho, periquito, tico-tico, joão-de-barro, répteis como lagarto, cobra cruzeira, cobra verde e peixes como traíra, jundiá, lambari etc. Jaguares, jaguatiricas e suçuaranas já não existem mais nesta área.

### Hidrografia
A região faz parte da bacia hidrográfica do Rio Camacuã.

### Municípios abrangidos

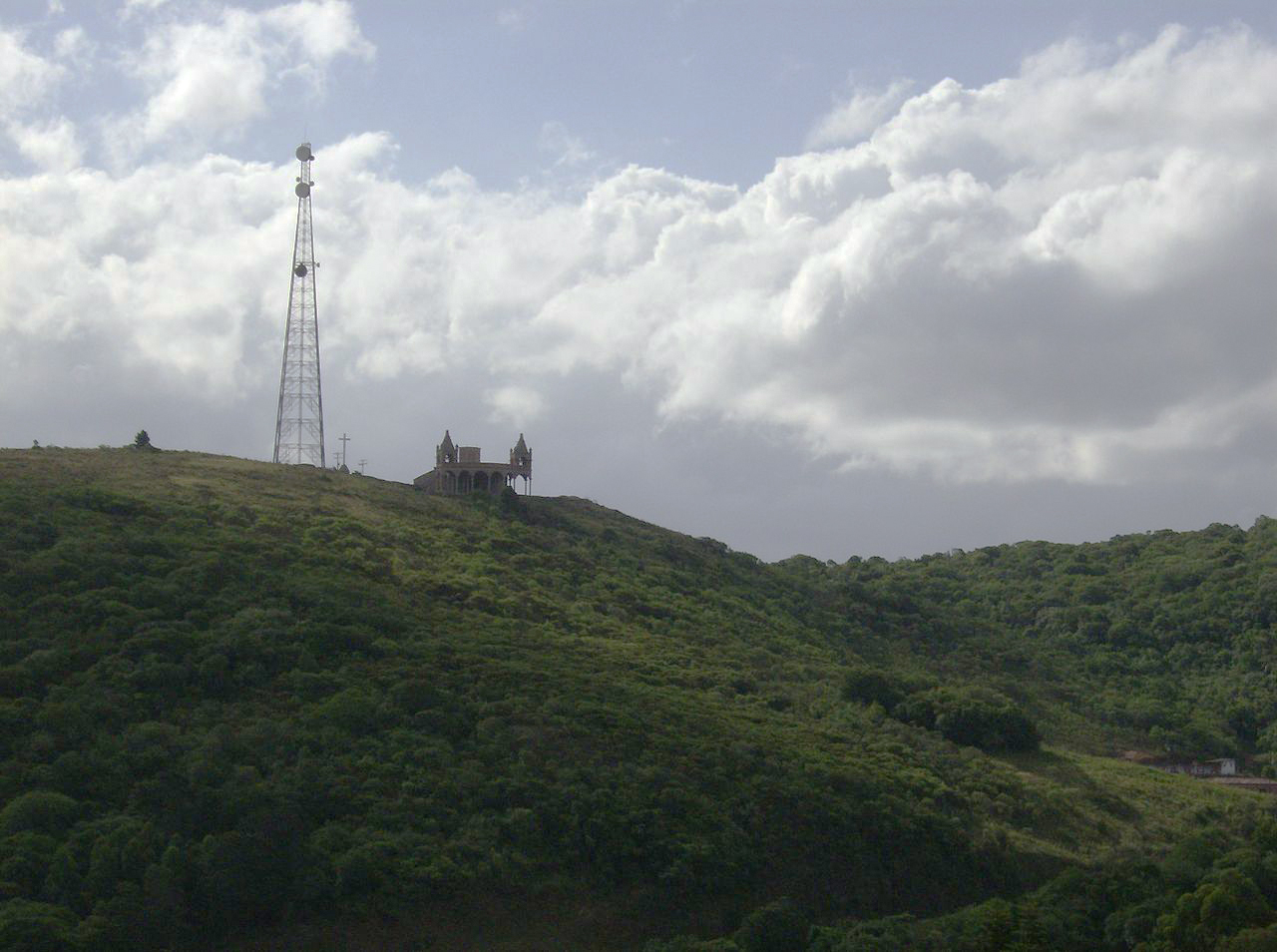
Cerro próximo à área urbana de Canguçu, com altitude de cerca de 500 metros no topo

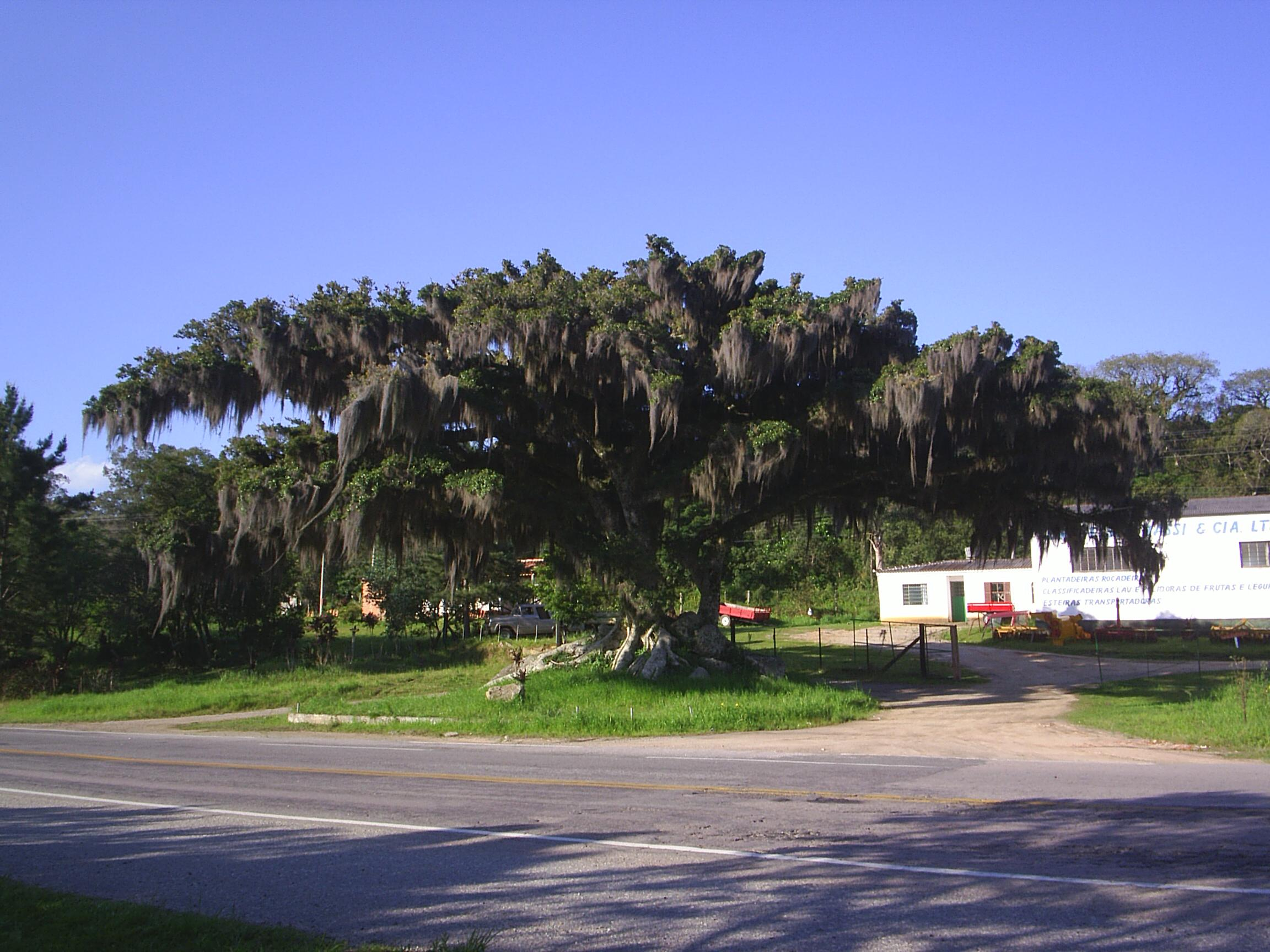
Figueira no distrito serrano da Cascata, em Pelotas

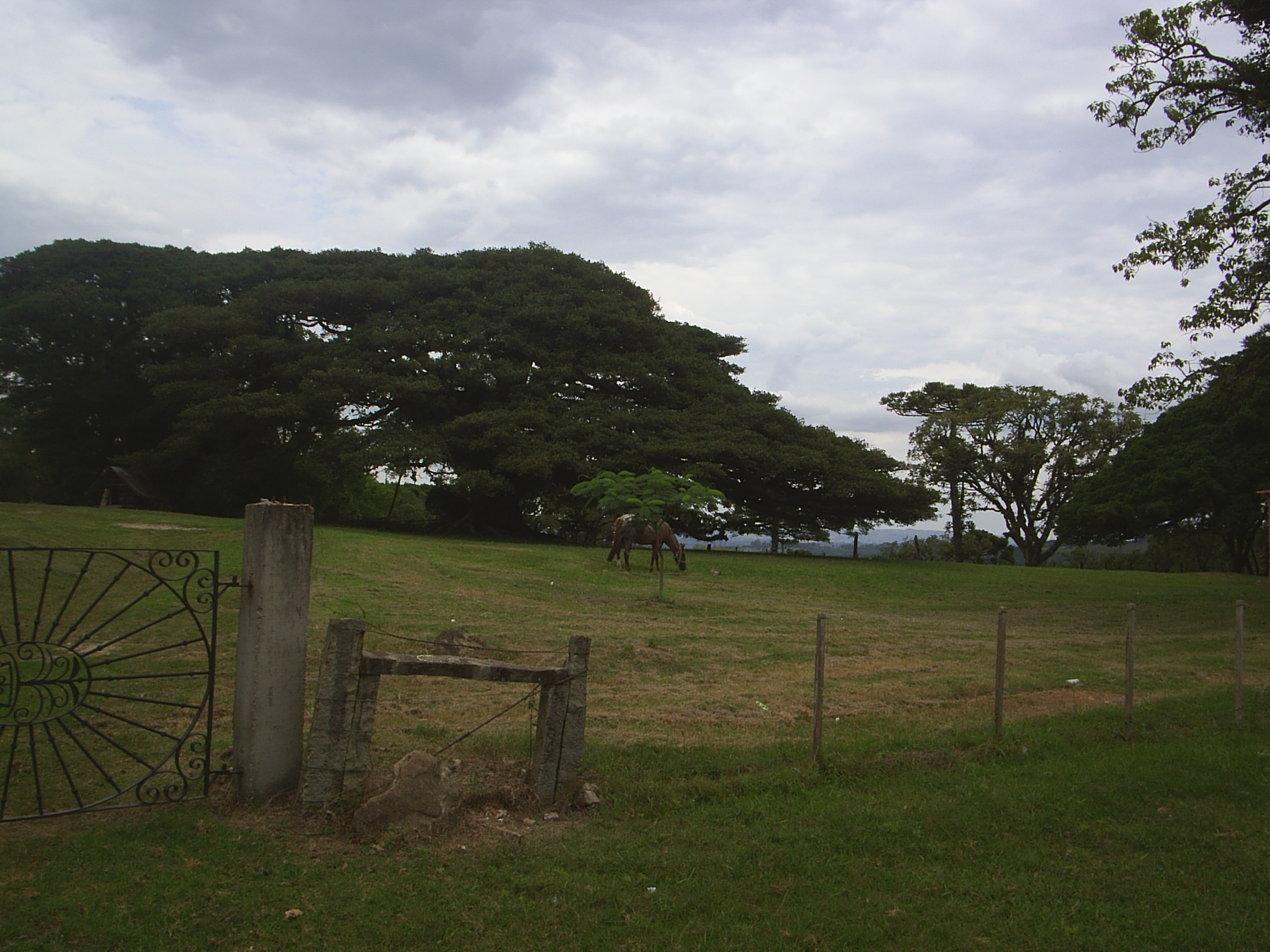
Paisagem do distrito pelotense da Cascata

- Aceguá
- Amaral Ferrador
- Arroio do Padre
- Bagé
- Caçapava do Sul
- Camaquã
- Candiota
- Canguçu
- Capão do Leão
- Cerrito
- Cerro Grande do Sul
- Chuvisca
- Cristal
- Dom Feliciano
- Dom Pedrito
- Encruzilhada do Sul
- Herval
- Hulha Negra
- Jaguarão
- Lavras do Sul
- Morro Redondo
- Pedras Altas
- Pedro Osório
- Pelotas
- Pinheiro Machado
- Piratini
- Santana da Boa Vista
- São Lourenço do Sul
- Turuçu

## Turismo
Devido às belas paisagens rurais, esta região tem sido visitada por muitos turistas, com a existência de muitas pousadas entre as paisagens serranas. Vale ressaltar que nesta região está a cidade de Piratini, considerada a primeira capital da República Rio-Grandense, o que destaca a importância histórica destas terras.

## Economia

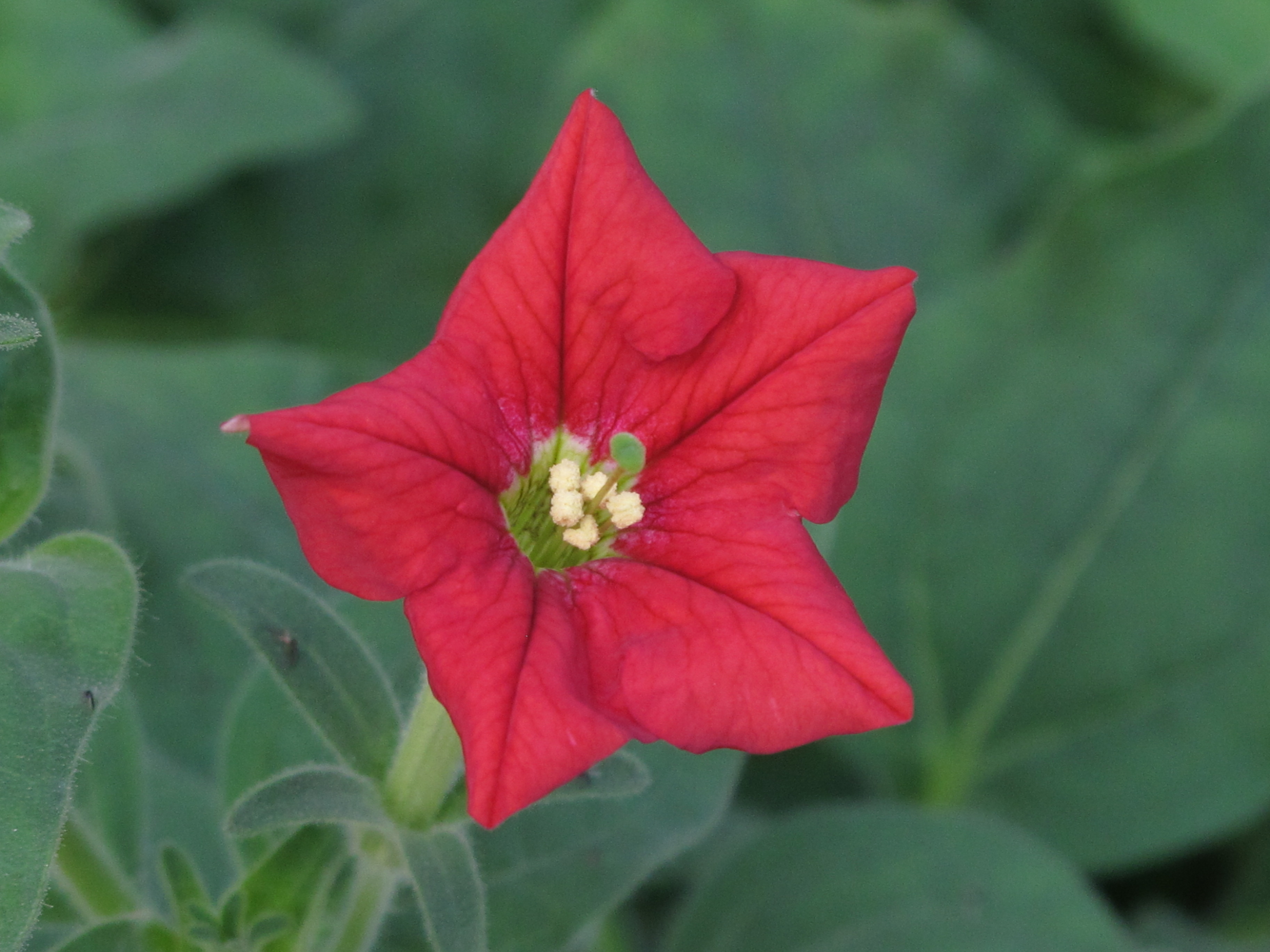
Petunia exserta, uma rara flor do gênero petúnia, endêmica desta região.

As principais atividades econômicas da região são: agricultura, pecuária e extração de pedras para exportação, além da viticultura, que, devido à característica do clima das Serras de Sudeste, favorece a elaboração de vinhos de alta qualidade. O turismo também é significativo como fonte de renda.
A silvicultura tem adquirido grande importância econômica, com o florestamento das áreas de campos, através do plantio de árvores de fácil adaptação ao ambiente e de rápido crescimento (eucaliptos, pinhos e acácias), utilizadas principalmente na indústria madeireira.

## Rodovias
As seguintes rodovias federais cruzam as Serras de Sudeste: BR-116, BR-392, BR-471 e BR-293.